# Улица Фрунзе (Калининград)
У́лица Фру́нзе — улица в Ленинградском районе города Калининграда Калининградской области Российской Федерации. 
Начинается от пересечения улиц Шевченко и  Клинической и тянется до улицы Литовский вал, после которой переходит в улицу Юрия Гагарина. Пересекается с улицами Грига и 9 Апреля.
Получила название после переименования в 1963 году в честь Михаила Васильевича Фрунзе, советского государственного и военного деятеля, одного из наиболее крупных военачальников Красной армии во время Гражданской войны.

## История
Улица, соответствующая современной улице Фрунзе, появилась в Кёнигсберге в 1662 году и носила название Нойе зорге (нем. Neue Sorge — «Новая забота»), по названию расположенной в этом районе общины. Постепенно улица расширялась и застраивалась, и в 1726 году получила название Брайте-штрассе (нем. Breitestraße — «Широкая улица»). В то время улица упиралась во рвы Литовского вала.
В 1744 году в Литовском вале был проделан проход для строительства Гумбинненских ворот (которые позднее были переименованы в Королевские), и улица стала называться Гумбинненской (нем. Gumbinnenstraße). Позднее улица называлась Пожарной (нем. Brandstraße) по местонахождению пожарной части и, наконец в 1811 году, в связи с упорядочением адресной системы Кёнигсберга, её переименовали в Королевскую улицу (нем. Königstraße). Кёнигштассе шла от росгартенского рынка до Королевских ворот.
В 1933 году, после прихода к власти Гитлера, Кёнигштрассе была переименована в Штрассе дер С. А. (нем. Straße der SA) в честь нацистских штурмовых отрядов.
В 1946 году, после образования Кёнигсбергской (затем — Калининградской области), начались первые переименования улиц Кёнигсберга, вследствие чего улица Штрассе дер С. А. была переименована в Энергетическую, в 1950 году — в улицу Ленина, а в 1963 году получила своё современное название, в честь Михаила Васильевича Фрунзе, советского партийного, государственного и военного деятеля, не имевшего к городу, однако, никакого отношения.

## Архитектура
В немецкое время улица была плотно застроена многоэтажными домами с фасадами, украшенными с стиле «барокко», большинство из которых являлись доходными домами.
Подавляющая часть зданий, расположенных на улице, была разрушена в августе 1944 года во время ночных налётов, проведённых авиацией союзников в ходе Второй мировой войны.
Уцелевшим после войны домам удалось избежать сноса. В 1980-х годах они были отреставрированы и сохранились до настоящего времени.

## Расположены на улице
В направлении с запада на восток:
- д. 4 — Калининградский областной музыкальный колледж.
- д. 71 — Администрация Ленинградского района Калининграда.
- д. 105 — Калининградское отделение Всероссийского общества слепых.
- Пересечение улиц Фрунзе и Литовский вал — Королевские ворота.

## Транспорт
На всём протяжении улицы Фрунзе по ней проходила трамвайная линия, которая обслуживалась трамвайными маршрутами № 4 и № 9. 18 августа 2008 года по улице прошёл последний трамвай. На следующий день начался демонтаж трамвайного рельсового полотна.
В настоящее время место трамвая занял автобусный маршрут № 24.